# 新加坡賭場管制局
新加坡賭場管制局（英語：Casino Regulatory Authority of Singapore，簡稱CRA）是已废除的一個隸屬於新加坡內政部的法定機構。該機構於2008年4月2日成立，負責監管新加坡賭場的管理與營運。
賭場管制局的職責是確保新加坡賭場的管理與營運不受犯罪分子影響或操控，並確保賭場內的博彩活動誠實進行，同時避免賭場對未成年人、弱勢群體及整體社會造成傷害。
於2022年8月1日，賭場管制局重組為新加坡赌博管制局。

## 執法行動
在2017年，新加坡賭場管制局因兩家賭場營運商在安檢程序上的疏漏，對其處以總額新幣6万元的罰款。
濱海灣金沙酒店因未能阻止一名永久居民在未繳納有效入場費的情況下進入或逗留於賭場範圍內，被罰款新幣5千元。
聖淘沙名勝世界則因未能阻止三名未成年人及一名已被排除人士進入賭場，被罰款新幣5万5千元。
根據《赌场管制法令》，所有欲進入賭場區域的新加坡公民或永久居民，皆需支付入場費。
此外，所有賭場顧客必須年滿21歲，方可在賭場內合法參與賭博活動。